# Polabi
Polabi (poljsko Połabianie, nemško Polaben, latinsko Polabi) so bili lehitsko pleme Obodritov, naseljeno na ozemlju med rekama Trave in Laba. Glavno naselje Polabov je bil Racisburg, sedanji Ratzeburg, imenovan po knezu Ratiborju. Polabi so bili podobni Drevanom in zato v Lüchow-Dannenbergu znani tudi kot Drevano-Polabi.
Leta 1139 je Henrik Lev podelil Polabijo grofu Henriku Badewiškemu. Pleme se je v naslednjih stoletjih germaniziralo. Zadnji ostanki Polabov, vključno s polabskim jezikom, so izumrli v 18. stoletju.  Med njihovo kulturno zapuščino v Spodnji Saški spadajo številne vasi, ki temeljijo na slovanskih oblikah naselij.

## Vir
- Leciejewicz Bukowski (ur.). Mały słownik kultury dawnych Słowian. Warszawa: Wiedza Powszechna, 1990. ISBN 83-214-0499-5 OCLC 69371914.